# Pieriesypkino 1-je
Pieriesypkino 1-je (ros. Пересыпкино 1-е) – wieś (sieło) w Rosji, w obwodzie tambowskim, w rejonie gawriłowskim. W 2010 liczyła 891 mieszkańców.